# Rue Crucy
La rue Crucy est une voie de Nantes, en France.

## Situation et accès
Située dans le centre-ville de Nantes, la rue Crucy, qui relie la rue Fouré à l'allée de la Maison-Rouge, est bitumée et ouverte à la circulation automobile. Elle rencontre la rue Coustard, le passage Joseph-Paris, la rue Monteil, le passage du Carrousel et la rue des Olivettes.

## Origine du nom
Son nom rend hommage à l'architecte Mathurin Crucy (1749-1826).

## Historique

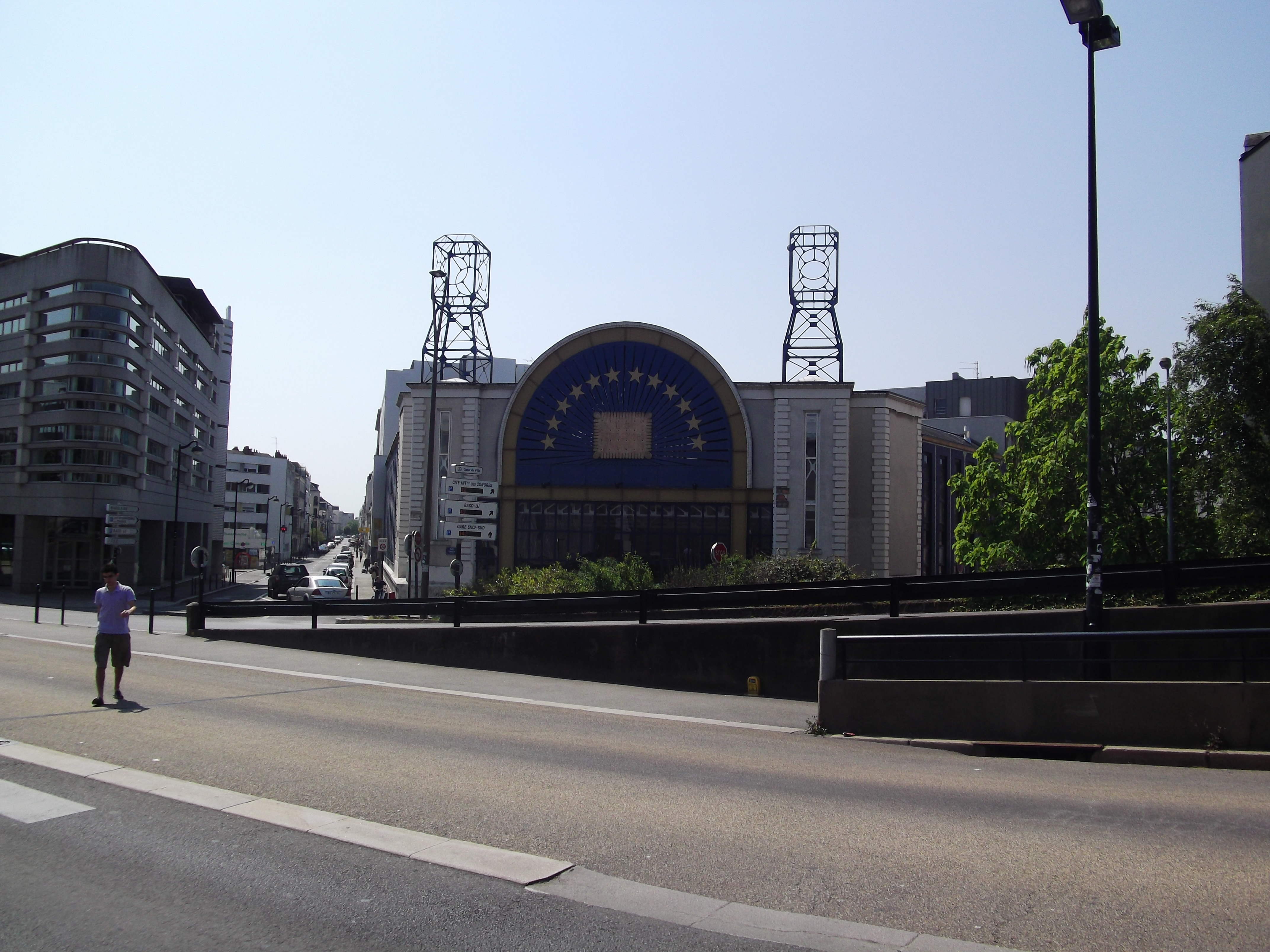
Ancien entrepôt LU dont la façade donne sur l'avenue Carnot, et abrite de nos jours les bureaux du Voyage à Nantes.

La voie prend son nom actuel le 27 octobre 1837.
En 1842, au niveau du no 15 de l'actuelle allée Baco, Joachim Arnoux du Clos et Louis-Auguste Colonne créent un chantier naval, qui s'étend jusqu'à la rue Crucy.
En 1882, Louis Lefèvre-Utile, fait aménager une manufacture de biscuits dans les bâtiments de l'ancienne filature « Bureau », située à l'extrémité est de la rue. Elle est entièrement reconstruite en 1885, sur 2 000 m2. Les bâtiments sont détruits par un incendie, en 1888. L'usine est de nouveau reconstruite, encore plus vaste.
Georges Billard établit, en 1890, une usine de transformation de tapioca, au no 15 du quai Baco, sur l'emplacement des chantiers navals. La façade donnant sur la rue Crucy a le même aspect que celle donnant sur le quai. Son activité s'étend à la fabrication d'agglomérés de sucre en 1897, puis au raffinage du sucre de betteraves et de canne en 1901. Elle englobe, en 1912-1913, la parcelle située entre les nos 12 et 13 du quai Baco et la rue Crucy. Elle prend le nom de « Raffinerie de l'Océan ». Les derniers travaux d'extension ont été réalisés vers 1929.
En 1925, les architectes Francis Leray et André Chauvet réalisent au no 1, un hall d'expédition annexe des usines LU comportant des entrepôts et des quais de chargement. Le fronton semi-circulaire monumental visible depuis l'avenue Carnot met en évidence le Petit Beurre et la Paille d'or, grands succès de l'entreprise. Après le transfert des activités de LU à La Haie-Fouassière à la fin des années 1980, le bâtiment a fait l'objet d'une première restructuration complète en 1990 afin d'être reconvertie en bureaux. Depuis le début des années 2010, celui-ci abrite les bureaux du Voyage à Nantes.
Les bombardements de 1944 endommagent l'usine Billard. La réfection rendue nécessaire est effectuée en 1949. L'usine est démolie au moins partiellement vers 1970, les bâtiments la remplaçant disparaissent eux-mêmes par la suite pour laisser la place à des immeubles d'habitation.

## Rues latérales secondaires

### Passage Joseph-Paris
Ce passage piétonnier, fermé à la circulation automobile par des grilles, permet de rejoindre la rue Émile-Masson, elle aussi réservée aux piétons. Son nom fait référence à un industriel nantais, Joseph Paris, et à son fils également prénommé Joseph, qui furent à la tête de l'entreprise d'ouvrages métalliques et mécaniques Joseph Paris.
Localisation : 47° 12′ 51″ N, 1° 32′ 50″ O